# Nipitphon Puangpuapech

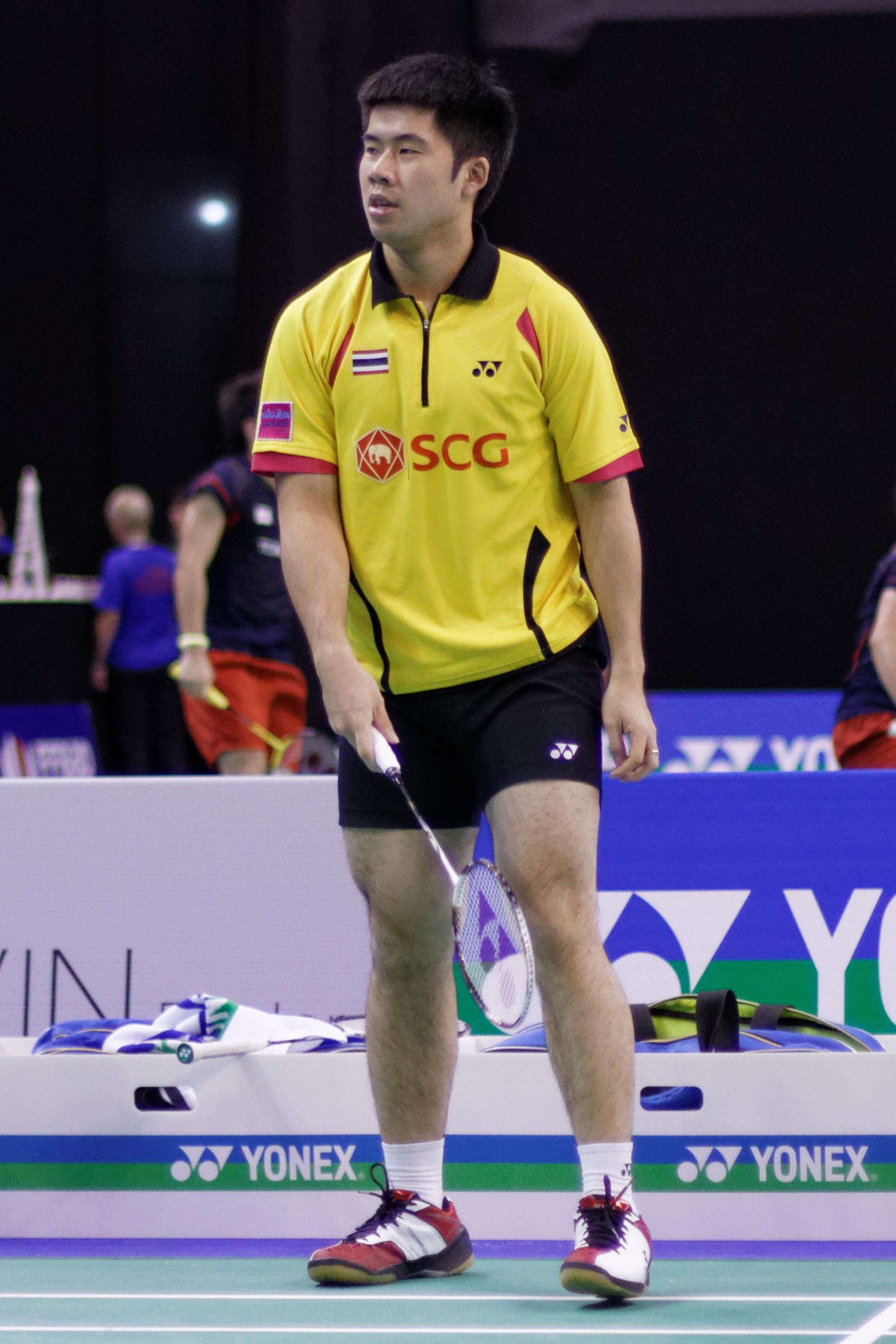
Nipitphon Puangpuapech, French Super Series 2013.

Nipitphon Puangpuapech (Thai: นิพิฐพนธ์ พวงพั่วเพชร; * 31. Mai 1991) ist ein thailändischer Badmintonspieler. 

## Karriere
Nipitphon Puangpuapech siegte 2010 bei den Laos International im Herrendoppel mit Patipat Chalardchaleam. Bei den Südostasienspielen ein Jahr später gewannen beide Bronze im Doppel sowie ebenfalls Bronze mit dem Herrenteam.

## Sportliche Erfolge
| Saison | Veranstaltung             | Disziplin    | Platz | Name                                            |
| ------ | ------------------------- | ------------ | ----- | ----------------------------------------------- |
| 2009   | Juniorenweltmeisterschaft | Team         | 3     | Thailand                                        |
| 2009   | Juniorenweltmeisterschaft | Herrendoppel | 3     | Tin D. Caballes / Nipitphon Puangpuapech        |
| 2010   | Laos International        | Herrendoppel | 1     | Patipat Chalardchaleam / Nipitphon Puangpuapech |
| 2011   | Südostasienspiele         | Herrendoppel | 3     | Patipat Chalardchaleam / Nipitphon Puangpuapech |